# Orde del Lleó Neerlandès
L'Orde del Lleó Neerlandès és una condecoració neerlandesa, creada el 29 de setembre de 1815 pel primer rei dels Països Baixos, el Rei Guillem I.
Atorgada a individus eminents en qualsevol activitat, incloent generales, ministres, alcaldes, professors, científics, industrials, alts funcionaris, jutges i artistes. En certa manera pot considerar-se equivalent a l'Orde del Bany britànica. Se situa per sota de l'Orde de Guillem i, en l'actualitat s'empra sobretot per a premiar els mèrits a les arts, l'esport i la literatura; pels altres camps, es fa servir l'Orde d'Orange-Nassau. El sobirà neerlandès és el Gran Mestre de l'Orde, i pel seu aniversari es nomenen els nous cavallers. La segona i tercera classe no es concedeix a estrangers (són elegibles per a l'Orde d'Orange-Nassau o l'Orde de la Corona de Roure). Existia també una "Medalla per Germans", que no es concedia des del 1960. Els germans es van extingir i el grau va quedar abolit el 1994.

## Graus
Gran Creu: Reservada als membres de la Família Reial, Caps d'Estat estrangers, així com un selecte grup d'ex-primers ministres, prínceps i cardenals. La insígnia penja d'una banda que penja de l'espatlla dreta, lligant-se al costat esquerre. L'Estrella es llueix a l'esquerra.
 Comandant: Normalment concedida als Premis Nobel neerlandesos, així com un reduït grup d'artistes, escriptors i polítics. La condecoració es llueix penjada del coll, amb l'estrella també a l'esquerra.
 Cavaller: Avui concedida a dibuixants, cantants i als guanyadors d'una medalla d'or als Jocs Olímpics. La condecoració es llueix a l'esquerra del pit.
 Germà: Actualment aquesta classe ja no existeix

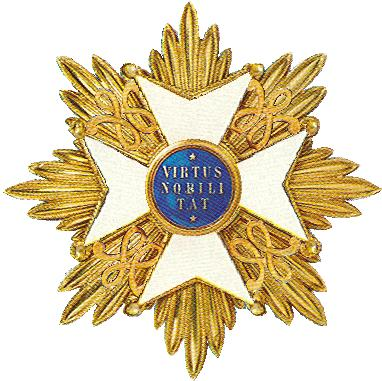
Estrella de Cavaller Gran Creu

## Insignia
La insígnia de l'Orde és una Creu de Malta en esmalt blanc, envoltada d'or i perles a les puntes, amb el monograma W (del rei Guillem I) entre els braços de la creu. Al centre de la creu hi ha un medalló; a l'anvers, en esmalt blau, amb el lema "Virtus Nobilitat" (La Virtut Ennobleix); al revers apareix el lleó de l'escut neerlandès. Sobre la creu hi ha una corona real.
L'Estrella Gran Creu és una estrella de 8 puntes, amb la insígnia de l'orde (a la que se li ha sostret la corona) 
L'Estrella Comandant és l'anvers de la insígnia de l'orde.
Penja d'un galó blau amb dues franges taronja.

## ElsGermans
Els Germans són aquells a qui no se'ls ha concedit en vida. Normalment són gent, normalment de classe baixa, que ha realitzat accions d'auto-sacrifici o heroisme. Està pensionada amb 200 florins anuals.
Consisteix en una medalla de plata, amb el lleó de l'escut neerlandès i el lema "Virtus Nobilitat" al revers. Penja d'un galó blau amb una única franja taronja al centre.